# Équipe d'Allemagne de rugby à sept
L'équipe d'Allemagne de rugby à sept est l'équipe qui représente l'Allemagne dans les principales compétitions internationales de rugby à sept au sein du World Rugby Sevens Series, du Seven's Grand Prix Series et de la Coupe du monde de rugby à sept.

## Histoire
Pour la première fois depuis 2004, l'Allemagne a fini la compétition européenne en quatrième position. 